# 泔水猪

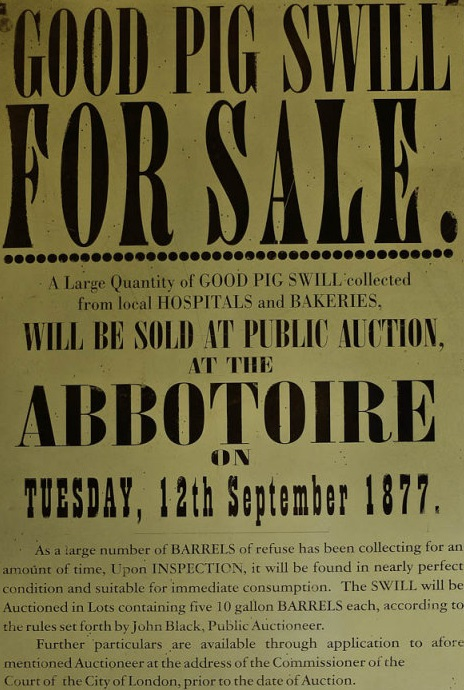
1877年伦敦拍卖泔水猪的海报

泔水猪，也称“潲水猪”，指用未经消毒处理的饮食行业垃圾喂养出来的“垃圾猪”。

## 形成原因
相对于其他的猪饲料，潲水（馊水）几乎无生产成本，甚至还有盈利（餐饮单位作为垃圾进行排放，并付给垃圾收集者相应处理费用），所以部分饲养者出于经济原因倾向使用“潲水”等此类低成本的原料对猪进行饲喂。这种利润使得养殖户铤而走险。有报道指出，养殖户饲养的“泔水猪”因为价格便宜，销售紧俏。养殖户们考虑的问题仅仅是如何把猪养肥养大，只要一出栏，直接打个电话，就有猪贩子上门来收，村民管这些人叫“猪头”，此外，体制上也存在着某种问题，某些质检部门在利益的驱使下为泔水猪盖上了质检合格的章，使得这种食品可以顺利的在市场上流通。

## 危害
由于这类餐饮并未经过消毒、过滤等操作，可能含有多种传染病病菌，直接被猪进食后，会增加猪的染病可能。
而在潲水的组成结构中，油脂类含量过大，且含有各种食品添加剂，对成猪的风味、肉质也会造成一定程度的下降。
猪的饮食结果过于混乱，有可能对肉质健康有所影响。

## 规范
“泔水猪”长期喂食餐馆饭店夹杂消毒液和洗涤灵的“泔水”，其中含有大量的铅、汞等元素，会在猪体内大量残留。按《北京市动物防疫条例》规定，严禁动物养殖场使用饭店、宾馆、餐厅、食堂产生的未经无害化处理的餐饮废渣饲喂动物。在中国大陆卫生部门明令禁止使用潲水对猪进行饲养，但是由于经济原因，此类行为屡禁不止。2018年中国大陆非洲猪瘟疫情爆发后，中国农村农业部于2018年10月25日印发通知，规定全国范围内全面禁止用餐厨剩余物饲喂生猪。